# Orestes Matacena
Orestes Matacena (La Habana, 29 de agosto de 1941) es un actor, escritor y productor cubano, activo desde la década de 1970 en el ambiente cinematográfico estadounidense. Nació en La Habana, hijo de inmigrantes italianos. Su aparición más notable en el cine de Hollywood ocurrió en 1994 en la película La máscara, donde interpretó a un mafioso llamado Niko.
En 1973, Matacena interpretó a Olimpio en la producción teatral Francesco: The Life and Times of the Cencis en La MaMa Experimental Theatre Club de Manhattan. La producción fue escrita y dirigida por Manuel Martín Jr., con música compuesta por Enrique Ubieta. Magaly Alabau, cofundadora del teatro Duo con Martin, también apareció en la producción.
Recibió el premio en la categoría de mejor actor en el Festival Internacional de Cortometrajes 24FPS en 2013. También en 2013, recibió el premio Ozz Electric al mejor actor en el Festival de Cine Vaughan en Toronto por la película Caged Dreams.

## Filmografía seleccionada

### Como actor
- 1973: Honor Thy Father
- 1973: Badge 373
- 1978: Los Gusanos
- 1979: Flesh and Blood
- 1980: Night of the Juggler
- 1981: Fatal Encounter
- 1983: Guaguasi
- 1988: Lifted
- 1989: Tropical Snow
- 1989: Judgement
- 1990: The Take
- 1992: Soldier's Fortune
- 1992: Diggstown
- 1993: A Kiss to Die For
- 1994: Greyhounds
- 1994: The Mask
- 1994: Motorcycle Gang
- 1996: Azúcar amarga
- 1999: Wild Wild West
- 2000: Last Stand
- 2001: Sticks
- 2004: Girl in 3D
- 2005: The Anna Cabrini Chronicles